# Catfish Hunter
James Augustus Hunter (8 de abril de 1946 – 9 de setembro de 1999), apelidado de "Catfish", foi um jogador profissional de beisebol da   Major League Baseball (MLB). De 1965 até 1979, foi arremessador pelo Kansas City Athletics, Oakland Athletics e  New York Yankees. Hunter foi o primeiro arremessador dede 1915 a obter 200 vitórias na carreira aos 31 anos de idade. Foi membro de cinco equipes campeãs da World Series.
Hunter se aposentou em 1979 após desenvolver persistentes problemas no braço. Foi induzido ao Hall of Fame em 1987. Foi diagnosticado com esclerose lateral amiotrófica, também conhecida como doença de Lou Gehrig, ao completar 50 anos. Morreu em decorrência da doença após um ano de seu diagnóstico. Hunter tem sido assunto de muitas referências na cultura popular, incluindo a canção de Bob Dylan, "Catfish".

## Jogo perfeito
Antes da temporada de 1968, o proprietário da equipe, Charles O. Finley, mudou o time dos A's de Kansas City, Missouri para Oakland,  Califórnia. Na quarta´feita, 8 de maio, contra o Minnesota Twins, Hunter arremessou o nono jogo perfeito na história do beisebol. Se tornou o primeiro arremessador de jogo perfeito da American League desde Charlie Robertson em 1922 (exceto o jogo perfeito de Don Larsen na World Series de 1956), bem como o primeiro no-hitter da franquia desde Bill McCahan em 1947, que era na época o Philadelphia Athletics. O jogo ficou em zero a zero até a parte baixa da sétima entrada. Hunter conseguiu três rebatidas e impulsionou três das quatro corridas do Oakland: um bunt na sétima entrada e uma simples com bases lotadas na oitava, fazendo dele o arremessador mais eficaz no ataque em um jogo perfeito. Até 2017, Hunter é o mais jovem arremessador na era moderna a conseguir um jogo perfeito, aos 22 anos e 30 dias de idade.